# SDSS J102915+172927
SDSS J102915+172927 (или звезда Каффау) — это звезда с уникально малой металличностью, наблюдаемая в созвездии Льва. Она относится к звёздам II населения с возрастом в 13 миллиардов лет, что делает её одним из самых старых объектов в Галактике. На момент открытия звезда имела самую малую металличность из всех известных звёзд, что при её массе (менее 0,8 масс Солнца) идёт вразрез с существующими теориями образования звёзд. Имеется большой дефицит углерода, кислорода, азота и почти полное отсутствие лития (он совсем не был обнаружен, то есть его содержание ниже чувствительности измерений). Содержание более тяжёлых, чем гелий, элементов настолько мало, что первоначально кроме него и водорода был обнаружен только кальций. Пришлось проводить дополнительные исследования с гораздо большими временами экспозиций, чтобы обнаружить другие элементы.
« Широко распространенная теория образования звёзд предсказывает, что звезды с малой массой и крайне низким количеством металлов, не должны существовать, потому что облака материи, из которого они образовались бы, никогда не конденсируются» — сказала Элезабетта Каффау (Астрономический центр при университете Гейдельберга, Германия и Парижская обсерватория, Франция), ведущий автор статьи. Именно кислород и углерод обеспечивают механизмы охлаждения протозвёздных облаков и последующее их гравитационное сжатие. Исходя из теоретических и наблюдательных соображений, было высказано предположение, что формирование малой массы звезд в межзвездной среде требует критической металличности в интервале 1,5×10−8 — 1,5×10−6, тогда как металличность звезды Каффау составляет 6,9×10−7 (в 20 тыс. раз ниже солнечной). Поэтому происхождение звезды пока остаётся открытым вопросом. Шнайдер с соавторами предполагают, что основным способом охлаждения при образовании лёгких, бедных металлами, звёзд в ранней Вселенной было не излучение линий CII и OI, а охлаждение пылью и фрагментация.
Такая старая звезда должна иметь состав, подобный тому, что образовался во Вселенной вскоре после Большого взрыва, с несколько большей долей металлов в нём. Но ученые обнаружили, что доля лития в звезде, по крайней мере в сорок-пятьдесят раз меньше, чем ожидалось в материи, полученной в результате Большого Взрыва. Отсутствие лития предполагает в прошлом нагрев вещества, из которого образовалась звезда, до температуры минимум в 2 миллиона Кельвинов (при этом происходят термоядерные реакции с участием ядер лития, в которых он и расходуется).
По данным Gaia, опубликованным в 2018 году, SDSS J102915+172927 является карликовой звездой (первоначально исследователи также предполагали, что она могла быть субгигантом, удалённым от Земли на расстояние 20 тыс св. лет, но в дальнейшем такой вариант был исключён).
Звезда была описана Элизабеттой Каффау с соавторами в статье, опубликованной в журнале Nature в сентябре 2011 года. Она последние десять лет изучала звёзды с экстремально низкой металличностью. Объект был идентифицирован с помощью автоматизированного программного обеспечения, в котором анализировались данные из Слоановского цифрового обзора неба. Каффау и ее команда рассчитывают найти от пяти до пятидесяти подобных звёзд в будущем.